# Mopti (região)
Mopti é uma região do Mali. Sua capital é a cidade de Mopti. Nesta região encontram-se as Falésias de Bandiagara, Património Mundial)

## Distritos

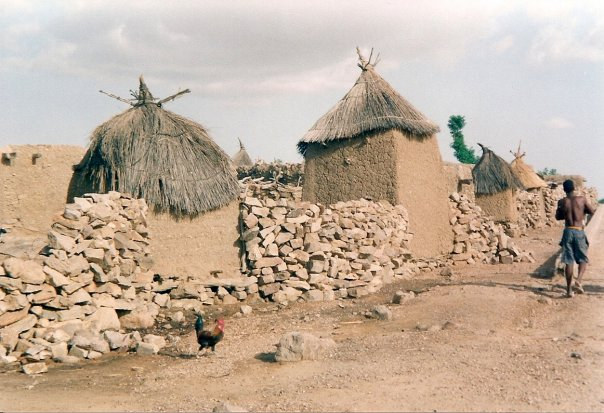
Village du plateau Dogon

|  | - Bandiagara - Bankass - Djenné - Douentza - Koro - Mopti - Ténenkou - Youwarou |